# 夢〜眠
夢〜眠（むーみん）は、日本の成年漫画家。特に巨乳、触手等を描く。2003年デビュー。
ペンネームの由来はオカルト系の月刊誌であるムーの読者を指すムー民から。
草津てるにょの元で長くアシスタントを勤めており、師事している。

## 作品リスト

### 単行本
1. 『淫獣プラント』 2005年5月17日[2]、エンジェル出版〈エンジェルコミックス〉、ISBN 4-87306-213-6（ISBN 978-4-87306-213-6）
2. 『巨乳部へようこそ！』 2006年12月16日[3]、エンジェル出版〈エンジェルコミックス〉、ISBN 4-87306-253-5（ISBN 978-4-87306-253-2）
3. 『巨乳部よりπをこめて』 2008年5月17日[4]、エンジェル出版〈エンジェルコミックス〉、ISBN 978-4-87306-294-5
4. 『恥辱の園』 2011年5月6日、海王社〈海王社コミックス〉、ISBN 978-4-7964-0165-4
5. 『淫屍感染～歩く死者が支配する輪姦地獄～』 2013年10月4日、海王社〈海王社コミックス〉、ISBN 978-4-79640-492-1
6. 『恥辱の園』 2019年9月、楽楽出版〈RK COMICS CYBERIA SERIES〉、ISBN 978-4-86704-808-5

## 師匠
- 草津てるにょ - 公式サイトのプロフィールに「草津てるにょ師に学び」と記載している[1]。